# Elizeusz (imię)
Elizeusz – imię męskie pochodzenia hebrajskiego, od wyrazu Elishá, co oznacza „Bóg wybawił; Bóg jest wybawieniem”. Imię to nosił prorok i inni święci. Po raz pierwszy poświadczone w Polsce w XIII wieku
Elizeusz imieniny obchodzi 14 czerwca.

## Osoby
Faktyczne lub legendarne:
- św. Elizeusz – prorok, uczeń. św. Eliasza
- Elizeusz Cieślik (1931-2021) – polski artysta fotograf
- Elisha Mathewson – amerykański rolnik i polityk
- Eliséo Rivero – piłkarz urugwajski, obrońca

Fikcyjne:
- Eliseo, postać z filmu Śródziemnomorska sielanka w reżyserii Gabriele Salvatoresa